# Beskydtunneln
Beskydtunneln (ukrainska: Бескидський тунель) är en 1822 meter lång järnvägstunnel mellan de ukrainska städerna Lviv och Tjop i västra Ukraina. Tunneln ligger på huvudlinjen som förbinder västra Ukraina och den ungerska gränsen, och där 60 procent av all godstrafik mellan EU och Ukraina transporteras.
Tunneln är ett av de största infrastrukturprojekten som gjorts i Ukraina under de senaste åren och invigdes 24 maj 2018. Den ligger på ett djup av 180 meter, och är 8,5 meter hög och 10,5 meter bred.